# Wargaming Chicago-Baltimore
Wargaming Chicago-Baltimore (ранее Wargaming West и Day 1 Studios) — американская частная компания, разработчик компьютерных игр. Компания имеет два офиса, первый из которых расположен в Чикаго, а второй — в городе Хант Вэлли, штат Мэриленд.

## История

Старый логотип Day 1 Studios

Day 1 Studios была основана в 2001 году. Основателями являются четыре бывших сотрудника различных компаний по разработке и изданию игр: Дэнни Торли (англ. Denny Thorley) из компании FASA Studio, Майк МакДональд (англ. Mike McDonald) из Electronic Arts, ТиДжей Вагнер (англ. TJ Wagner) из Microsoft Game Studios и Дэн Хэй (англ. Dan Hay) из Activision.
Первым проектом компании стала Xbox-эксклюзивная компьютерная игра MechAssault, изданная Microsoft Game Studios в ноябре 2002 года. В декабре 2004 года вышел сиквел — MechAssault 2: Lone Wolf — который тоже был издан Microsoft Game Studios эксклюзивно для консоли Xbox.
Следующим крупным проектом Day 1 Studios стало сотрудничество с Monolith Productions. Day 1 Studios было поручено портировать выпущенный в октябре 2005 года эксклюзивный для PC шутер от первого лица F.E.A.R. на игровые консоли PlayStation 3 и Xbox 360. В итоге версия для Xbox 360 была выпущена в начале ноября 2006 года, а версия для PlayStation 3 — во второй половине апреля 2007 года.
В начале августа 2006 года Day 1 Studios подписала соглашение с LucasArts, согласно которому Day 1 Studios будет разрабатывать игру по интеллектуальной собственности LucasArts для игровых консолей седьмого поколения. 2 мая 2007 года эта игра была официально анонсирована, было раскрыты её особенности и подробности. Данная игра — шутер от третьего лица Fracture, основной геймплейной особенностью которого является возможность деформирования ландшафта. Игра Fracture вышла в начале октября 2008 года на PlayStation 3 и Xbox 360 и получила средние оценки прессы.
8 апреля 2010 года состоялся официальный анонс игры F.E.A.R. 3, в котором было сообщено, что Day 1 Studios принимает основную роль в разработке этой игры, а Monolith Productions, разработчик первой и второй части серии, оказывает помощь и содействие в разработке. «Monolith Productions передала эстафету Day 1 Studios для создания качественной, мощной игры, которая остается верна корням F.E.A.R., но поднимет серию на совершенно новый уровень», — заявил по этому поводу Мартин Трембле (англ. Martin Tremblay), президент Warner Bros. Interactive Entertainment.
29 января 2013 года компания была приобретена Wargaming.net за 20 миллионов долларов и переименована в Wargaming West.

## Список разработанных игр
- MechAssault — Xbox (2002)
- MechAssault 2: Lone Wolf — Xbox (2004)
- F.E.A.R. (консольные порты) — Xbox 360 (2006), PS3 (2007)
- Fracture — Xbox 360, PS3 (2008)
- F.E.A.R. 3 — PC, PS3, Xbox 360 (2011)
- World of Tanks: Mercenaries — Xbox One (2015), Xbox 360 (2013), PlayStation 4 (2016)